# Ферейра ду Нашсименту, Лопу Фортунату
Ло́пу Фортуна́ту Фере́йра ду Нашсиме́нту (порт. Lopo Fortunato Ferreira do Nascimento; род. 10 июня 1942) — первый премьер-министр Анголы с 11 ноября 1975 по 9 декабря 1978 года.
В дальнейшем занимал различные ответственные посты — в период 1991—1992 годов министр управления территориями. В этом качестве был одним из ответственных за проведение первых в Анголе многопартийных выборов. В период 1993—1998 годов занимал должность Генерального секретаря партии МПЛА. 27 января 2013 года объявил, что покидает большую политику.